# Bolo Yeung
Yang Sze (chiń. upr. 杨斯; chiń. trad. 楊斯; pinyin Yáng Sī; ur. 3 lipca 1946 w Kantonie), lepiej znany jako Bolo Yeung – chiński aktor filmowy, były zawodowy kulturysta i praktyk sztuk walki. Był jednym z popularniejszych czarnych charakterów kina akcji i przygody z elementami sztuk walki lat 70. i 80. Wystąpił w 110 filmach, z czego najbardziej znane role to Bolo w Wejściu smoka (1973) z Bruce’em Lee, z którym prywatnie się przyjaźnił i był jego uczniem, demoniczny Chong Li w Krwawym sporcie (1988) z Jeanem-Claude Van Damme, Chang Lee w Krwawej walce (Bloodfight, 1989)

## Życiorys
Urodził się w Chinach, w mieście Kanton, gdzie w wieku 10 lat rozpoczął treningi kung-fu. Trenował potem także inne sporty walki, w tym jeden ze stylów kung-fu - taijiquan. Wkrótce zainteresował się kulturystyką, brał udział w zawodach kulturystycznych w Hongkongu, gdzie w latach 70. zdobył tytuł Mr. Hong Kong.
Debiutował na ekranie w rolach bezlitosnych brutali w produkcjach Shaw Brothers Studios: filmie Wuxia Mistrzowie miecza (Yóu Xiá Er, 1970), Bohaterowie (Sap saam taai bo, 1970) jako Meng Juehai, wojownik generała Huang Chao, Zabójczy duet (The Deadly Duo, 1971) jako Rzeczny Smok jin i sequelu Angry Guest (E ke, 1972) z Yasuaki Kuratą.
Wystąpił w dwóch reklamach papierosów Winston wspólnie z Bruce’em Lee, dzięki któremu został zaangażowany do roli Bolo, przerażającego przeciwnika pozytywnych bohaterów w filmie Wejście smoka (1973). Swój przydomek zaczerpnął właśnie od imienia postaci, w którą się wcielił.
Słabo znał język angielski, stąd jego role ograniczały się zazwyczaj do kilku zdań. Zagrał też pozytywną postać w produkcjach takich jak Współczesny gladiator (Shootfighter: Fight to the Death, 1993) i sequelu Współczesny Gladiator 2 (Shootfighter 2, 1995) jako Shingo, TC 2000 (1993) jako mistrz Sumai z Matthiasem Huesem i Billy Blanksem czy Blizhniy Boy: The Ultimate Fighter (2007) z udziałem Davida Carradine, Erica Robertsa i Gary’ego Buseya.
W roku 2010, Bolo został zaproszony do udziału w jednym z największych na świecie pokazów sztuk walki-Budo Gala 2010. Wydarzenie to odbyło się w Bazylei w Szwajcarii w dniach 28 i 29 maja. Jedną z gwiazd tej gali był również Jean-Claude Van Damme.

## Filmografia
- 2017: Diamond Cartel jako Bula
- 2007: Blizhniy Boy: The Ultimate Fighter jako trener Erika
- 1996: Fist of Legend 2: Iron Bodyguards
- 1995: Shootfighter 2 jako Shingo
- 1995: Pazury Tygrysa 2 (Tiger Claws 2) jako Chong
- 1994: Nieustraszony tygrys (Fearless Tiger) jako Master on Mountain
- 1993: The Life of Bruce Lee jako on sam
- 1993: TC 2000 jako Sumai
- 1992: Ironheart jako Ice
- 1992: Pazury Tygrysa (Tiger Claws) jako Chong
- 1992: Współczesny gladiator (Shootfighter: Fight to the Death) jako Shingo
- 1991: Breathing Fire jako Thunder
- 1991: Podwójne uderzenie (Double impact) jako Moon
- 1989: Krwawa Walka (Bloodfight) jako Chong Lee
- 1988: Yi qi liang fu jako Kulturysta
- 1988: Krwawy sport (Bloodsport) jako Chong Li
- 1986: Zui jia fu xing jako Patron filmu
- 1986: Piętno nienawiści (Long zai jiang hu) jako Thug
- 1986: Foo gwai lit che
- 1985: Da gung wong dai jako Ogromny kickboxer
- 1985: Huan chang jako Klient w barze w zielonej koszuli
- 1985: Way of the Dragon 2
- 1985: Moje szczęśliwe gwiazdki (Fuk sing go jiu) jako Milioner
- 1985: Juk nei ho wan
- 1983: Mo
- 1982: Xiong zhong
- 1982: Kung Fu Massacre
- 1980: Invincible
- 1980: Fearless Master jako Yang Tze
- 1979: Writing Kung Fu jako Ah-yan Yen
- 1979: Kung Fu's Hero
- 1979: Enter Three Dragons
- 1979: Dragon, the Hero
- 1979: Bruce the Super Hero
- 1979: She xing zui bu jako Olbrzym
- 1979: The Fists, the Kicks and the Evil
- 1978: Image of Bruce Lee
- 1978: Bruce Le's Greatest Revenge
- 1978: E yu tou hei sha xing jako Zwolennik Lu
- 1978: Si wang mo ta
- 1978: He Lan Du ren tou
- 1977: Gekisatsu! Judo ken
- 1977: Young Dragon
- 1977: Bolo jako Bolo
- 1977: Da mo tie zhi gong
- 1977: 10 Magnificent Killers jako Ling Chu
- 1977: The Clones of Bruce Lee
- 1976: E tan qun hing ying hui
- 1975: Dong kai ji
- 1975: G-Men '75
- 1974: Fight! Dragon
- 1974: Super Kung Fu Kid jako Tygrys
- 1973: Greatest Thai Boxing
- 1973: Thunderkick
- 1973: Tian xia di yi quan
- 1973: Wejście smoka (Enter the Dragon) jako Bolo
- 1973: Chiński Herkules (Chinese Hercules) jako Chiang Tai
- 1972: E ke
- 1971: Nu sha shou
- 1970: Sap saam taai bo jako Meng Chieh Hui